# Heißberg
Der Heißberg (früher Haßberg) ist ein 440 m ü. A. hoher Hügel im Oststeirischen Riedelland im österreichischen Bundesland Steiermark. Er liegt im Süden der Stadtgemeinde Fehring und bildet deren höchste Erhebung.

## Lage und Umgebung
Der Heißberg erhebt sich an einem etwa von Südsüdwest nach Nordnordost verlaufenden Riedel zwischen Kapfenstein und Fehring südlich des Raabtales. Im Bereich des Hügels trennt der Riedel das Tal des Haselbaches im Westen vom oberen Döllinggraben im Osten. Ein unmittelbarer Nachbarhügel ist der bekanntere, aber niedrigere Kuruzzenkogel. Rundum befinden sich die Siedlungen Schlittenau, Burgfeld, Dölling, Stefansberg, Kälberberg, Krottenthal. Der bewaldete Gipfel ist nicht auf Wanderwegen erreichbar, ein beliebter Aussichtspunkt befindet sich an der Straße etwa 200 Meter südlich davon. Durch die Kellergasse am Osthang führen der Ostösterreichische Grenzlandweg und der regionale Handspur-Wanderweg.

## Geologie
Wie die nahegelegenen Kuruzzenkogel und Wienerkogel ragt der Heißberg deutlich aus der ansonsten sanften Riedellandschaft südlich von Fehring hervor. Die auffälligen Kegel bestehen aus Basalttuffen vulkanischen Ursprungs, die widerstandsfähiger sind als die pliozänen Schotter, Sande und Tone, aus denen sie herausragen. Die Niveaus der Riedel rundum liegen bis zu 50 Meter tiefer auf rund 390 m ü. A., einige jungpliozäne Verebnungsflächen, etwa Stefansberg, auf 370 bis 380 m ü. A.

## Geschichte
Der Name Heißberg, der auch für die lockere Siedlung zwischen der Erhebung und dem Kuruzzenkogel in Gebrauch ist, leitet sich laut dem Historiker Otto Lamprecht (1898–1974) möglicherweise von „Hausberg“ ab. Im Franziszeischen Kataster finden sich die Bezeichnungen „Ober Haßberg“ für den heutigen Ortsteil und „Oberhaisbergen“ für eine Häusergruppe südwestlich des Hügels.
Eine kulturlandschaftliche Besonderheit ist die steile Kellergasse am Osthang des Heißbergs. Sie ist bergseitig von mehreren, nicht zusammenhängenden Kellerstöckln flankiert und dient jährlich am letzten Sonntag im Mai als Schauplatz des Volksfests Kellerstöckl hoamsuachn. Die Veranstaltung mit Schmankerln und Volksmusik wird vom Tourismusverband Fehring in Zusammenarbeit mit den umliegenden Wein- und Obstbauern organisiert.